# Parafia św. Wita w Rogoźnie
Parafia Świętego Wita w Rogoźnie – rzymskokatolicka parafia w Rogoźnie, należy do dekanatu rogozińskiego archidiecezji gnieźnieńskiej. Powstała w XIII wieku. Obecny kościół wybudowany w 1526 w stylu gotyckim, restaurowany po pożarze w 1668.
Wzmiankowany w 1256, w kształcie obecnym wzniesiony w roku 1526 z fundacji Andrzeja Dołęgi – Kretkowskiego, starosty rogozińskiego. Kościół budowali: Marcin Mor i Mikołaj z Ostroroga.
Wezwanie kościoła (św.Wita) świadczy o średniowiecznym pochodzeniu kościoła. W tamtych czasach dla wybudowania kościoła potrzebne były relikwie. W tym przypadku, aby powstał kościół, potrzebne były relikwie św. Wita. Europejskie sanktuarium tego świętego w randze katedry znajduje się w Pradze. Strażnikami relikwii byli władcy Czescy – a więc rodzina żony Króla Mieszka I – Dobrawy. Można przypuszczać, że dzięki Dobrawie relikwie trafiły do Rogoźna, co umożliwiło powstanie tu kościoła. Pierwotnie, podobnie jak zamek obronny w Rogoźnie, był to kościół drewniany. Tak więc można przypuszczać, że kościół w Rogoźnie pochodzi z początków państwa polskiego. W szesnastym wieku szerzyła się moda budowy kościołów murowanych. Takie świątynie z uwagi na technikę wykonawczą początkowo budowli zakonnicy (np. Cystersi), ale od XV wieku takie budowle wznoszą także świeccy mistrzowie rzemiosła. Budowa kościoła była przedsięwzięciem długotrwałym i kosztownym. Podczas kariery murarskiej mistrz stawiał zapewne kilka kościołów. Najpierw pomagał innemu mistrzowi, potem sam budował, by na końcu doradzać swojemu następcy. Kształt świątyni zależał w dużej mierze od umiejętności budujących. Kościół w Rogoźnie nie należy do szczytów techniki murarskiej, ale zawiera wiele ciekawych i unikalnych elementów. Najtrudniejsze były sklepienia i ich zakończenia. Kościół rogoziński pierwotnie miał sklepienia gwiaździste i krzyżowe. Po przebudowie doszły sklepienia kolebkowe i płaskie, co oznacza, że można tu obecnie zobaczyć prawie wszystkie rodzaje sklepień. Ciekawym rozwiązaniem jest unikalny układ dwóch baszt, w których znajdują się schody na poddasze. Na uwagę zasługuje układ cegieł w murze. Rogoziński kościół ma w większości tzw. polski układ cegieł, który nie był zbyt popularny.
Kościół został odbudowany pod koniec XVII w po pożarze w 1608 i 1668 prawdopodobnie z fundacji Andrzeja Zebrzydowskiego, ówczesnego starosty Rogozińskiego i późniejszego wojewody inowrocławskiego. Z tego czasu pochodzi zakrystia i skarbiec późnogotycki. W tym okresie dobudowano także chór muzyczny i kościół wyposażono w organy. Kościół jest pseudobazylikowy o trzech nawach i mieści się w wymiarach współczesnej sali gimnastycznej 20x40 m. W nawie głównej i prezbiterium są sklepienie gwieździste, w nawach bocznych krzyżowe, w zakrystii i skarbcu – kolebkowe.
W łuku tęczowym krucyfiks z XVII w. W 1862 dobudowano kruchtę i tam jest sklepienie płaskie. Obecny wystrój wnętrza pochodzi z XVIII i XIX w. Warte zobaczenia są: neogotycki czteroskrzydłowy ołtarz główny z 1897 (prawdopodobnie adaptowany z innej świątyni), późnobarokowy ołtarz boczny (stiukowy) z herbem Radwan – Zebrzydowskich z ok. 1700, chrzcielnica gotycka z pierwszej połowy XV w. z enkolpionami z XII w, rzeźba Chrystusa Frasobliwego z XVI w. W kościele znajdują się dwie podobizny św. Wita: przy bocznym ołtarzu w srebrnej koszulce obraz odnowiony w 1919 i na ołtarzu głównym figura w towarzystwie św. Modesta i św. Krescencji.
Przy kościele znajduje się stylizowana grota Matki Boskiej i drewniana dzwonnica z lat 50. XX w. (jeden z dzwonów pochodzi z 1613).
Parafia erygowana przed 1256. Odpust św. Wita (15.06) i Matki Bożej Różańcowej (7.10).

## Proboszczowie
- ks. Jan Kasztelan (?–2009)[1]
- ks. prałat Jarosław Zimny (2009– )[1]